# نبرد تل‌عفر (۲۰۱۷)
نبرد تل‌عفر، به آغاز عملیات بازپس‌گیری شهر تل‌عفر در استان نینوا در کشور عراق از دست نیروهای داعش اشاره دارد. شروع این عملیات در تاریخ ۲۰ اوت ۲۰۱۷ با دستور حیدر عبادی نخست‌وزیر عراق بود.
تل‌عفر در ۵۵ کیلومتری غرب موصل، یکی از آخرین مناطقی است که در کنترل داعش می‌باشد.
تل‌عفر از سه سال پیش در کنترل داعش بوده‌است. این شهر دقیقاً بر سر راه مواصلاتی میان موصل و سوریه واقع شده‌است و برای برقراری ارتباط و پشتیبانی نیروهای داعش که در سوریه مستقرند، اهمیت استراتژیک دارد.
ساعتی پیش از سخنرانی حیدر عبادی، هواپیماهای ارتش عراق با ریختن اطلاعیه بر فراز تل‌عفر به ساکنان این شهر اطلاع دادند که خود را برای ورود ارتش عراق آماده کنند.